# Nadejda Grekova
Pour les articles homonymes, voir Grekov.
Nadejda Grigorievna Grekova (en biélorusse : Надзея Рыгораўна Грэкава, née le 17 septembre 1910 à Minsk et morte le 6 janvier 2001 à Moscou est une femme politique biélorusse soviétique. Elle est présidente du Præsidium du Soviet suprême de la République socialiste soviétique de Biélorussie de 1938 à 1949. Sa fonction de présidente du Præsidium du Soviet suprême l'a rendue de fait cheffe de la République. 

## Biographie

### Ascension au sein du parti communiste
Nadejda Grekova est fille de cheminot et travaille dans une usine textile à Minsk en 1922 dès l'âge de douze ans. En 1932, elle devient membre du Parti communiste de l'Union soviétique (PCUS) puis est élue présidente du syndicat local des travailleurs en 1933. Elle est diplômée de l'école supérieure du parti. En 1937, à l'âge de vingt-sept ans, elle est élue députée, puis chef du Département de l'industrie et des transports du Comité central, et 3e secrétaire du Comité central du Parti communiste de la République socialiste soviétique de Biélorussie (en). Elle occupe ces postes jusqu'en 1940.
Du 25 juillet 1938 au 12 mars 1949, elle occupe le poste de présidente du Soviet suprême de la République socialiste soviétique de Biélorussie, l'une des premières femmes à occuper un tel poste. Elle n'a que vingt-huit ans lorsqu'elle est élue à ce poste, ce qui en fait l'une des plus jeunes femmes chefs d'État. Elle est de fait cheffe de la République à la suite d'une réorganisation du système, et elle en est la première élue.

### Seconde Guerre mondiale
Pendant l'occupation de la Biélorussie par l'Allemagne nazie, elle est évacuée vers Kazan, où elle ne peut plus exercer ses fonctions de présidente mais elle est élue secrétaire du PCUS à Kazan en 1942-1943. Elle reste à Kazan du 28 juin 1941 au 3 juillet 1944. Elle s'y forme et devient diplômée de l'École supérieure des cadres du parti, sous le Comité central du PCUS, complétant sa formation.

### Autres fonctions

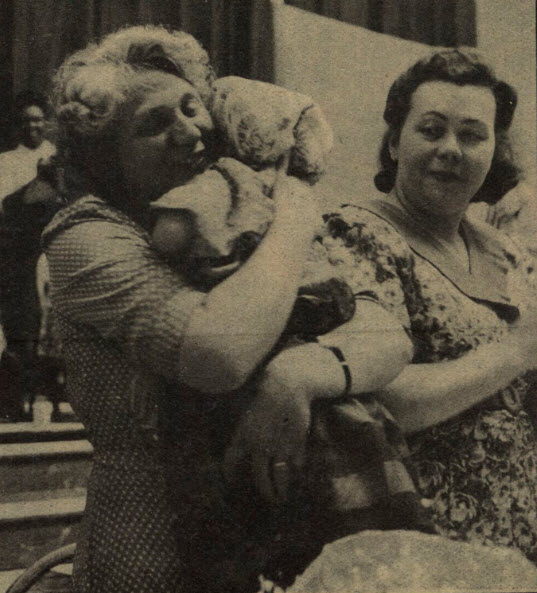
Nadzieja Hrekava et Jeannette Vermeersch au 3e congrès de l'Union des femmes françaises en juin 1949.

Nadejda Grekova est membre de la Commission centrale d'audit du Parti communiste de l'Union soviétique de 1939 à 1952, vice-présidente du Conseil des commissaires du peuple de la République socialiste soviétique de Biélorussie en 1943 à 1946 puis vice-ministre de l'Industrie alimentaire de la République socialiste fédérative soviétique de Russie de 1949 à 1952. De plus, elle est ministre de l'Industrie alimentaire de la République socialiste soviétique de Biélorussie de 1949 à 1952. 
De 1946 à 1955, elle est membre du Soviet suprême de l'Union soviétique.
Elle est surnommée la Dame de fer.

### Décorations
Nadejda Grekova est décorée deux fois de l'ordre de Lénine, ainsi que du grade de première classe de l'ordre de la guerre patriotique, de l'ordre du Drapeau rouge, l'ordre de l'insigne d'honneur et d'autres médailles.

### Vie privée
Elle est mariée au général Mikhaïl Malinine. Il est allégué qu'ils ont été présentés l'un à l'autre par Staline.